# (400129) 2006 UK128
(400129) 2006 UK128 es un asteroide perteneciente al cinturón de asteroides, descubierto el 19 de octubre de 2006 por el equipo del Spacewatch desde el Observatorio Nacional de Kitt Peak, Arizona, Estados Unidos.

## Designación y nombre
Designado provisionalmente como 2006 UK128.

## Características orbitales
2006 UK128 está situado a una distancia media del Sol de 2,723 ua, pudiendo alejarse hasta 3,145 ua y acercarse hasta 2,302 ua. Su excentricidad es 0,154 y la inclinación orbital 7,773 grados. Emplea 1641,93 días en completar una órbita alrededor del Sol.

## Características físicas
La magnitud absoluta de 2006 UK128 es 16,8.